# Ganesha elegans
Ganesha elegans är en kammanetart som beskrevs av Moser 1903. Ganesha elegans ingår i släktet Ganesha och familjen Ganeshidae. Inga underarter finns listade i Catalogue of Life.